# Джанелідзе Тамаз Віссаріонович
Тамаз Віссаріонович Джанелідзе (1926, місто Тифліс, тепер Тбілісі, Грузія — ?) — грузинський радянський комсомольський діяч, 1-й секретар ЦК ЛКСМ Грузії, доктор геолого-мінералогічних наук (1982). Депутат Верховної ради Грузинської РСР. Депутат Верховної Ради СРСР 4-го скликання.

## Життєпис
У 1942 році вступив до комсомолу. Закінчив середню школу.
У 1947—1948 роках — заступник секретаря, в 1948—1949 роках — секретар комітету ЛКСМ Грузії Грузинського політехнічного інституту імені Кірова.
Член ВКП(б) з 1948 року.
У 1949 році закінчив Грузинський політехнічний інститут імені Кірова в Тбілісі.
У 1950—1952 роках — секретар партійного комітету КП(б) Грузії Грузинського політехнічного інституту імені Кірова.
У 1952—1953 роках — 1-й секретар Тбіліського міського комітету ЛКСМ Грузії; 1-й секретар Беріївського (Калінінського) районного комітету КП Грузії міста Тбілісі.
У 1953 — січні 1954 року — завідувач відділу адміністративних і торгово-фінансових органів Тбіліського міського комітету КП Грузії.
У січні 1954 — грудні 1957 року — 1-й секретар ЦК ЛКСМ Грузії.
Потім — на науковій роботі в Геологічному інституті імені Олександра Іларіоновича Джанелідзе Академії наук Грузинської РСР. У 1982 році захистив докторську дисертацію на тему «Юрський вулканізм Грузії: (Закономірності проявів, особливості складу та рудоносність)».
Подальша доля невідома.